# DSB MA
De reeks MA waren dieselhydraulische treinstellen van de Deense spoorwegen (DSB), die onder de naam Lyntog (Bliksemtrein) werden ingezet.

## Geschiedenis
In 1935 werd de spoorbrug over de Kleine Belt geopend waarmee een vaste oeververbinding tussen Fyn en Jutland beschikbaar kwam. De Deense spoorwegen begonnen hierop een treindienst met dieseltreinstellen tussen Kopenhagen en Aarhus. Deze lyntogdienst legde, dankzij de brug en de dieseltractie, de afstand in 4,5 uur af, een tijdsbesparing van 2:43 uur ten opzichte van de stoomtrein. De overtocht over de Grote Belt werd nog wel per spoorpont afgelegd. In de jaren 50 van de twintigste eeuw kwam de roep om snellere treinen voor de Lyntog verbinding. De DSB bestelde in 1960 twee achtdelige treinstellen en reserverijtuigen bij Maschinenfabrik Augsburg-Nürnberg AG, Linke-Hofmann-Busch en Wegmann. Deze treinstellen zijn afgeleid van het Duitse TEE treinstel VT 11.5 dat door hetzelfde consortium was gebouwd. In verband met de overtocht over de Grote Belt werden de treinstellen splitsbaar gemaakt, zodat beide helften naast elkaar in het ruim van de veerboot, waarmee de treinen werden overgezet tussen Sjaeland en Fyn, pasten. De reeks MA stroomde in vanaf 1963 ter vervanging van het vooroorlogse materieel voor de Lyntogdiensten.

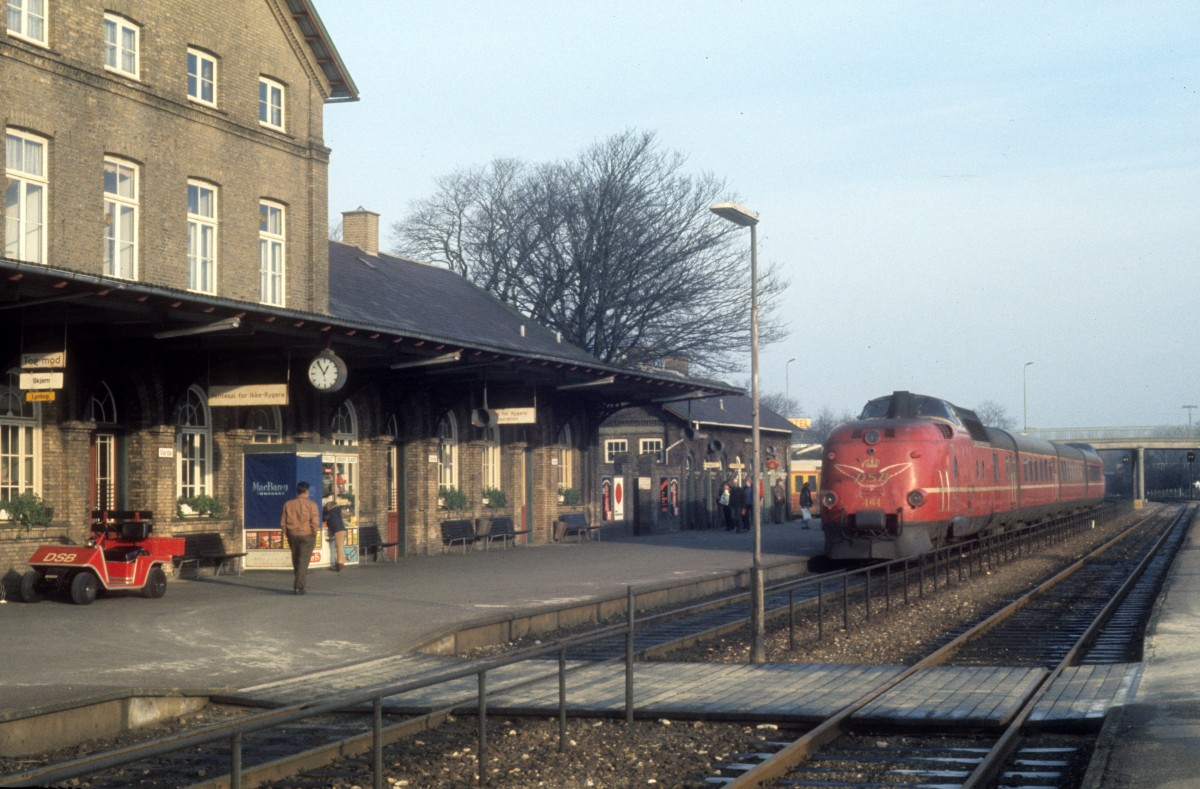
De MA 464 in de oorspronkelijke kleurstelling te Varde in 1975
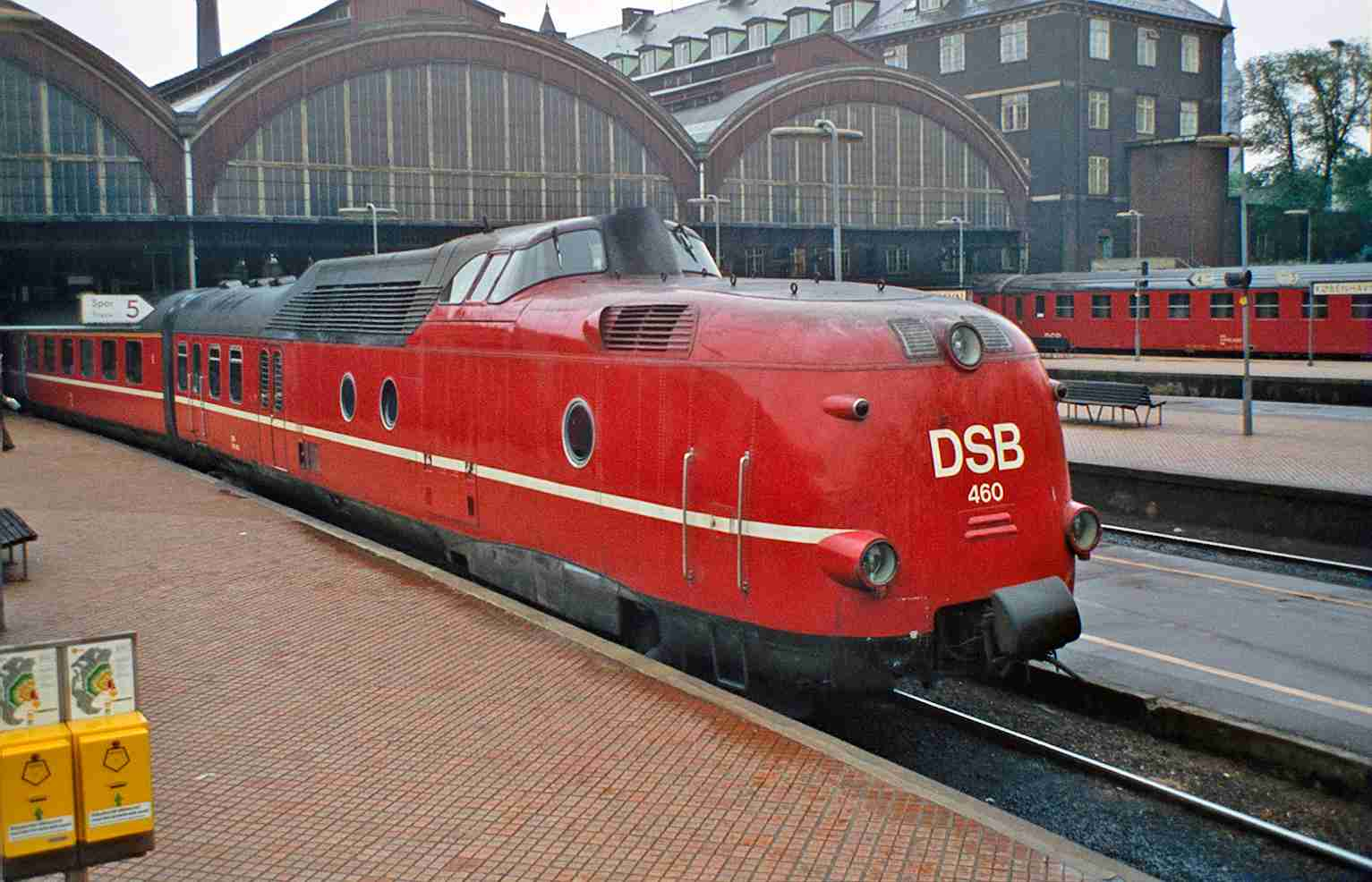
De MA 460 in jubileumskleurstelling te Kopenhagen in 1980
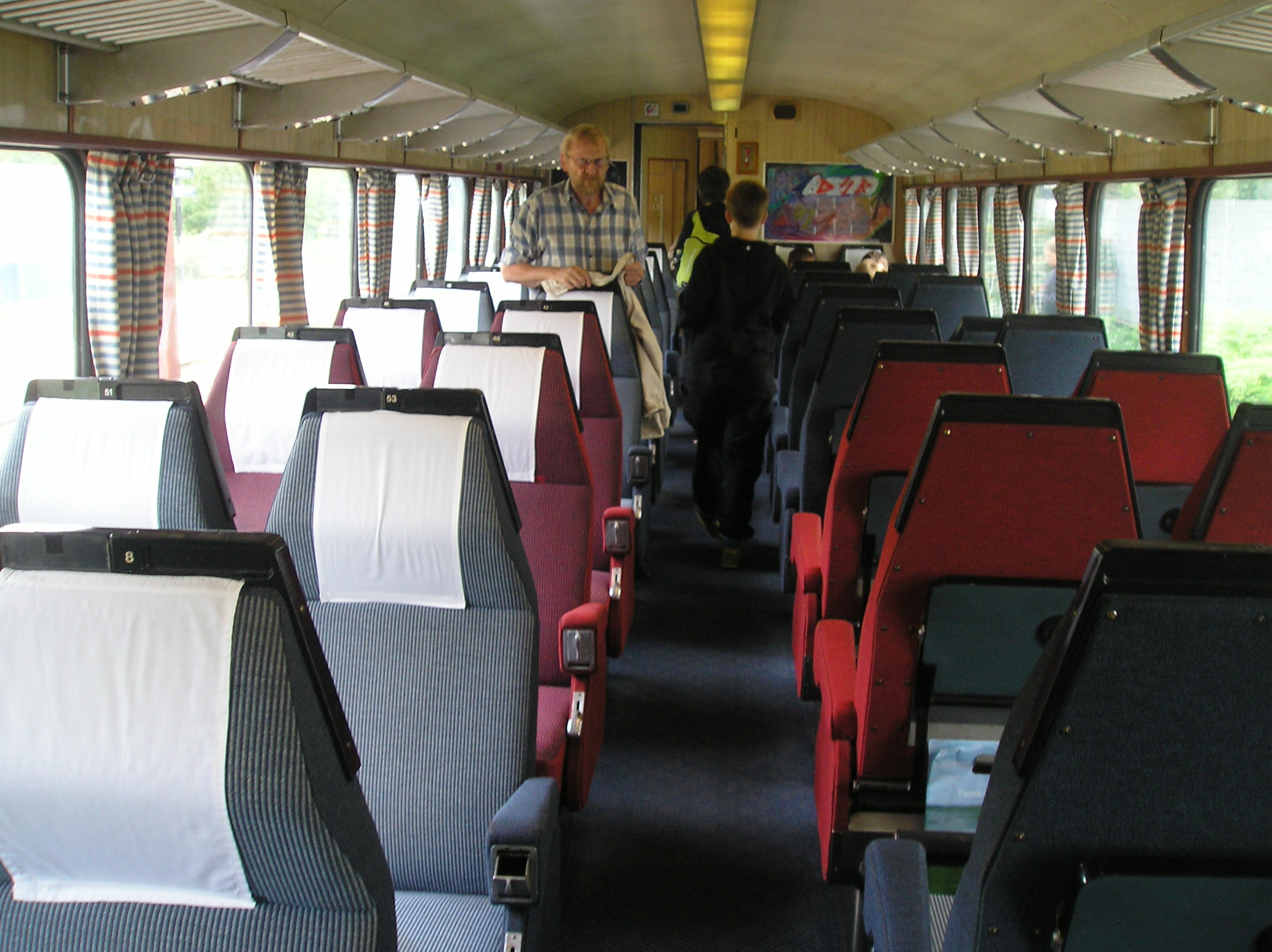
Interieur 2e klas van de BS 480

## Aflevering
Omdat de treinstellen splitsbaar gemaakt waren was er eigenlijk sprake van vierdelige treinstellen en de nummering vond dan ook plaats per vierdelige eenheid. Voor de Deense treinen ontwikkelde de bouwers een stuurstandrijtuig met een doorloopkop onder de cabine van de machinist. De motorkoppen beschikten ook over een bagageruimte.
Op 12 mei 1963 kon de eerste achtdelige trein, bestaande uit de treinstellen 460 en 461, gepresenteerd worden. Een achtdelige trein was als volgt samengesteld:
- Ma Motorkop
- Am 1e klas rijtuig
- Bm 2e klas rijtuig
- Bs 2e klas stuurstandrijtuig
- Bs 2e klas stuurstandrijtuig
- Bmk 2e klas rijtuig met keuken en restauratie, later een kiosk
- Am 1e klas rijtuig
- Ma Motorkop

De DSB organiseerde diverse persritten met de nieuwe trots waarbij snelheden tot 180 km/u werden gehaald. Net als eerder bij de VT 11.5 in Duitsland was de bestelling niet afgeleverd bij het begin van de nieuwe zomerdienstregeling. De DSB zette de trein wel in op de verbinding naar Frederikshavn, maar de treinstellen 462 en 463 waren pas op 1 juli 1963 beschikbaar en de reserve bakken, waaronder motorkop MA 464, volgden nog later.
In 1964 werd een vervolgorder geplaatst waarna tien vierdelige eenheden gevormd konden worden.
Het wagenpark omvatte vanaf 1968:
- 11 Motorkoppen (MA 460 t/m MA 470)
- 10 Stuurstanden (BS 480 t/m BS 489)
- 10 1e klas rijtuigen (AM 500 t/m AM 509)
- 5 2e klas rijtuigen (BM 520 t/m BM 525)
- 5 Restauratie rijtuigen (BR 530 t/m BR 535)

## Treindiensten
De treindienst werd gestart met de Limfjorden van Kopenhagen naar Frederikshavn en Struer. De stuurstandrijtuigen in het midden van de trein waren voorzien van automatische Scharfenberg koppelingen waarmee een snelle scheiding en samenvoeging mogelijk zou zijn. Bijkomend voordeel was dat op lijnen met een lage bezettingsgraad met een “halve” trein gereden kon worden. De Limfjorden werd in Langå gesplitst waarna de ene helft verder reed naar Frederikshavn en de andere naar Struer, de terugweg werd afgelegd onder de naam Nordjyden. Omdat de tweede trein pas een maand later beschikbaar was moest van materieel gewisseld worden tijdens de lopende dienstregeling. Het splitsen en samenvoegen in Langå en de veerhavens Nyborg en Korsør verliep echter moeizaam. Met het aanbreken van de herfst traden ook verschillende storingen op, zoals het uitvallen van de motoren en noodremmingen. Vooral speciaal voor Denemarken geproduceerde onderdelen, die niet al voor de TEE waren beproefd, waren storingsgevoelig. De fabrikanten bleken de invloed van de zoute lucht tussen de Noordzee en de Oostzee onderschat te hebben. In de winter van 1963 op 1964 gingen de treinen terug naar de werkplaats en werden ze aangepast voor de Deense omstandigheden. Vanaf het voorjaar van 1964 reden de treinstellen vrijwel storingsvrij en de DSB plaatste nog in 1964 een vervolgorder. De treinen werden vanaf 1966 ook ingezet als Kongeåden van Kopenhagen naar Esbjerg respectievelijk Sønderborg met een splitsing in Fredericia, de terugweg werd hier gereden onder de naam Sydvestjyden. Ten noorden van Esbjerg werd langs de Westkust als stoptrein gereden van en naar Struer.

## Ongeval

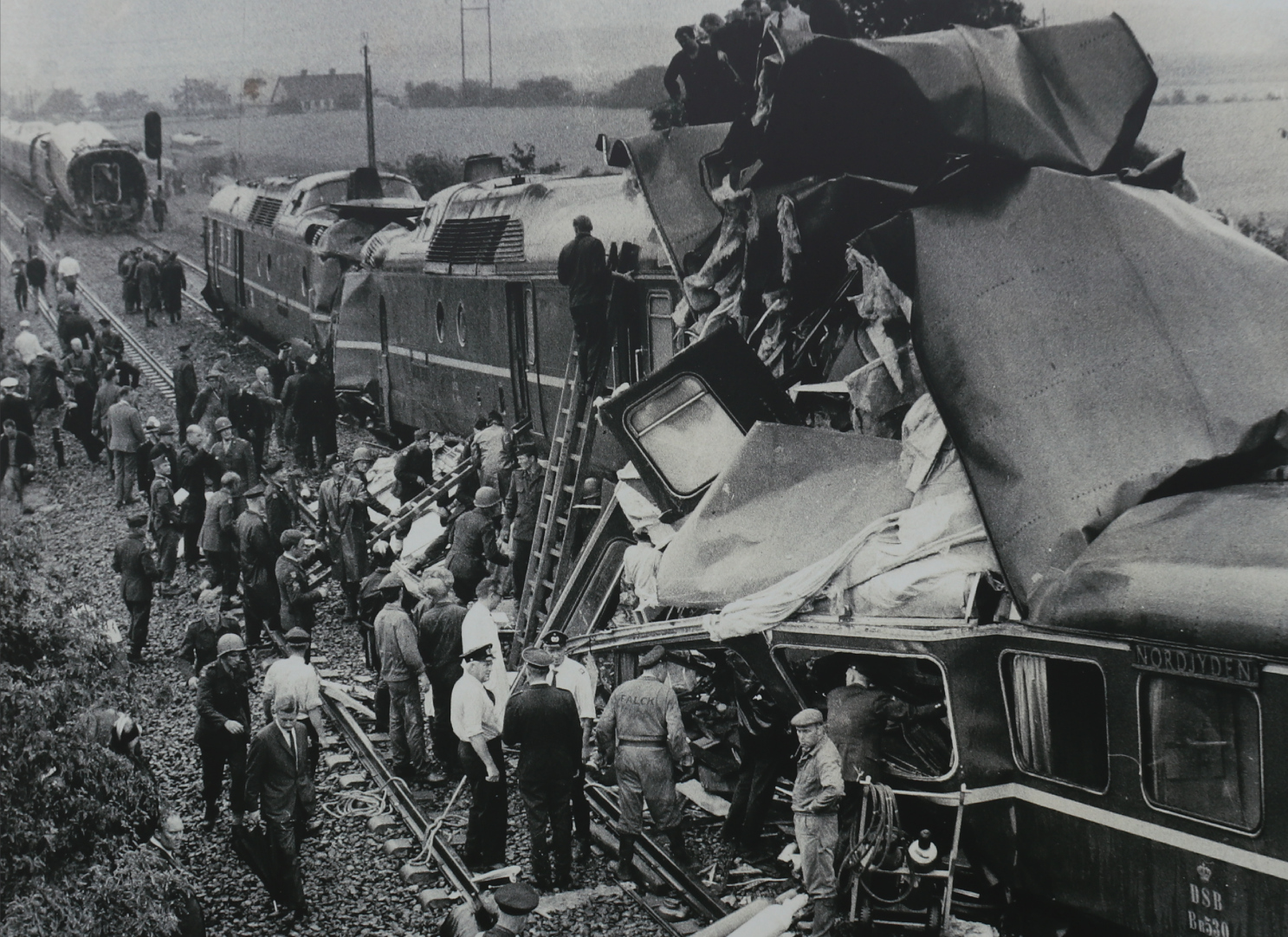
De ravage na de botsing

Op 10 augustus 1967 botsten twee MA eenheden halverwege Odense en Marslev op elkaar, hierbij vielen 11 doden en meer dan 80 gewonden. De Sydvestjyden samengesteld uit de MA 464, AM 501, BR 533, BS 481, BS 485, BM 523, AM 503 en MA 469 stond stil met motorpech en werd van achteren geramd door de Nordjyden bestaande uit de MA 465, AM 507, BR 530, BS 489, BS 483, BM 522, AM 504 en MA 460. Door een misverstand reed de machinist van de Nordjyden met 80 km/u in op de voorligger. De reparatie van de betrokken rijtuigen duurde meer dan een jaar waarbij de MA 465, AM 503, AM 507 en BR 530 een geheel nieuwe bovenbouw kregen.

## Ombouw
Aanvankelijk waren de treinstellen rood-bruin geschilderd en voorzien van het DSB logo op kop. In 1972 vierde de DSB het 125-jarig bestaan van de Deense spoorwegen, ter gelegenheid hiervan werd een nieuwe huisstijl geïntroduceerd. Deze rood-zwarte huisstijl met strakke witte letters werd tijdens de ombouw in 1977 ook op de MA toegepast, waarbij ze rood werden geschilderd en de letters DSB op de kop kwamen. De restauratierijtuigen werden toen omgebouwd van BR naar BMK, waarbij de restauratie werd vervangen door een kiosk en het aantal zitplaatsen tweede klas met 20 werd verhoogd. In 1983 en 1984 werd grootonderhoud uitgevoerd waarbij de buitenkant zilver geschilderd werd. Hierdoor kregen de treinen de bijnamen Sølvpilen (Zilverpijl) of Staniolexpressen. Tijdens de revisieperiode waren ook treinen met zowel rode als zilveren rijtuigen te zien.

## Na de DSB

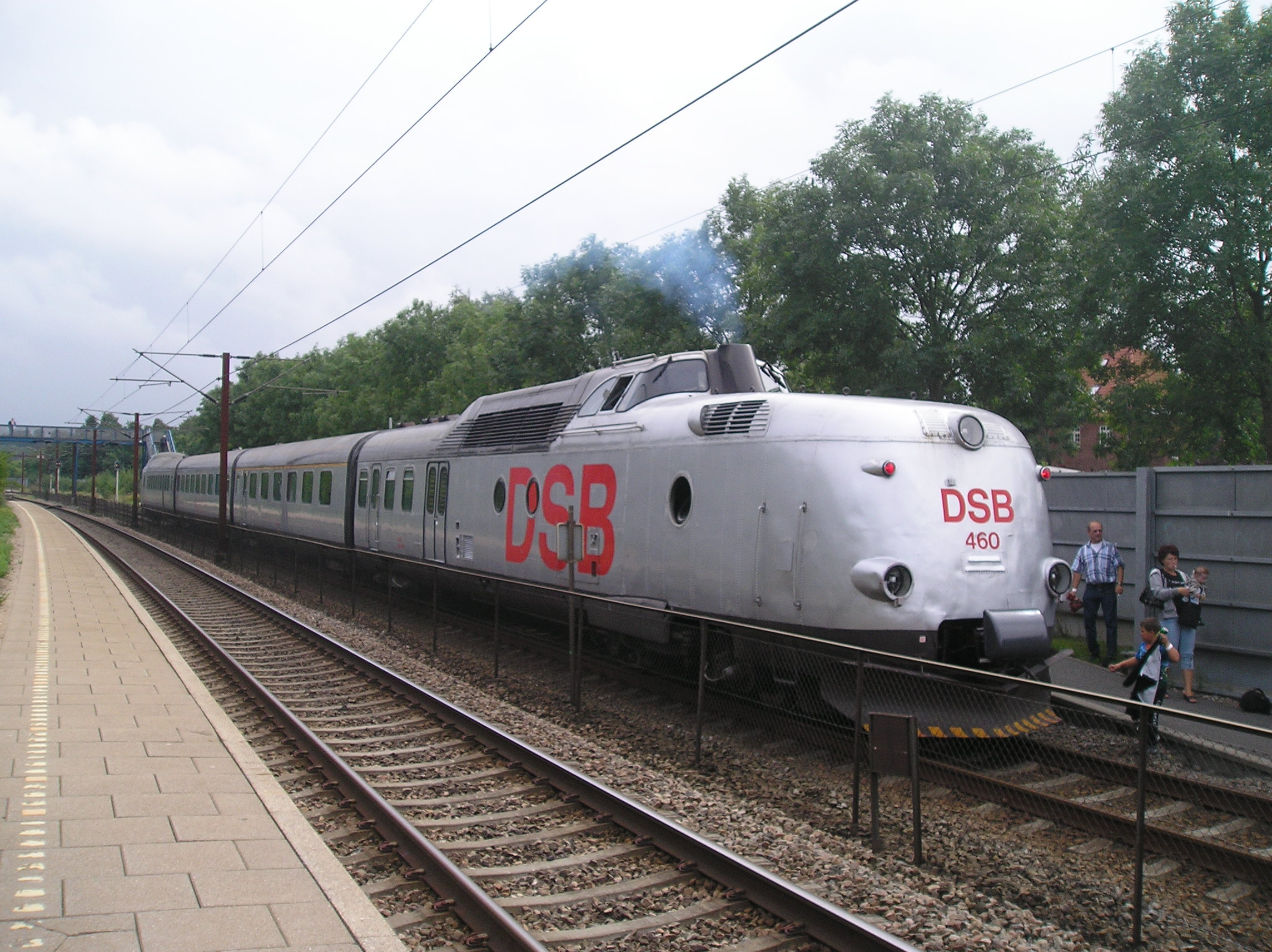
MA 460 als Museumtrein (2010)
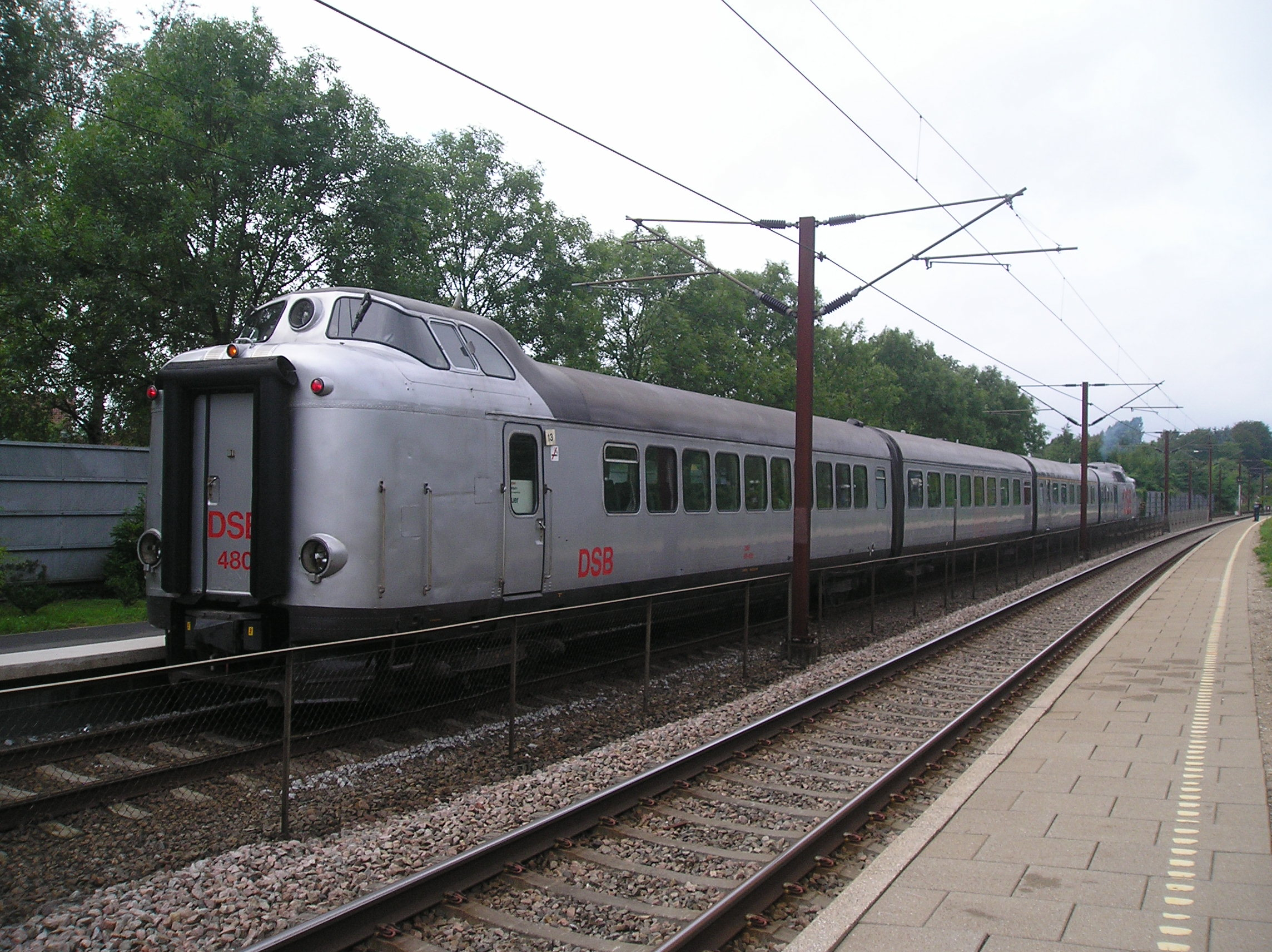
Stuurstand BS 480 van de Museumtrein

Na de aflevering van de serie MF in 1990 werd de reeks MA uitgerangeerd.
In 1992 werden negen treinen naar Polen verscheept. Vanaf 23 mei 1993 werden vijf treinen door de Lubuska Kolej Regionalna (LKR) ingezet in het voorstadsverkeer. Door problemen met de concessie bleef de inzet beperkt tot de lijnen van de LKR en de toegang tot het PKP net werd niet verkregen. Na het faillissement van de LKR in 1994 werden de treinstellen gesloopt.
De MA 460 met twee tussenrijtuigen en stuurstand BS 480 is in Denemarken bewaard als bedrijfsvaardige museumtrein.

## Weblinks
- Geschiedenis van de Lyntog (Deens)
- In Poolse dienst (Duits)
- Technische gegevens en huidige locaties van de MA (Deens)